# Antoine Roussin
Antoine Louis Roussin (Avinhão, 3 de março de 1819  — Avinhão, 18 de março de 1894), foi um pintor e litógrafo francês.
Trabalhou principalmente na ilha da Reunião, onde viveu de 1842 à 1881.
Em 1855 ele co-fundou a "Academia das Ciências e da Arte de Reunião".
Desde 1855 ele trabalhou como professor no liceu de Saint-Denis.

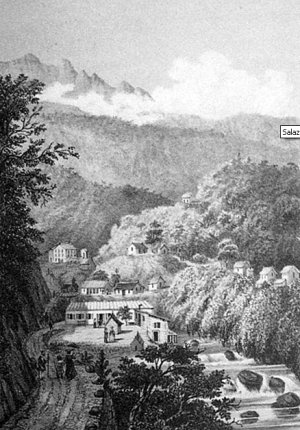
Salazie
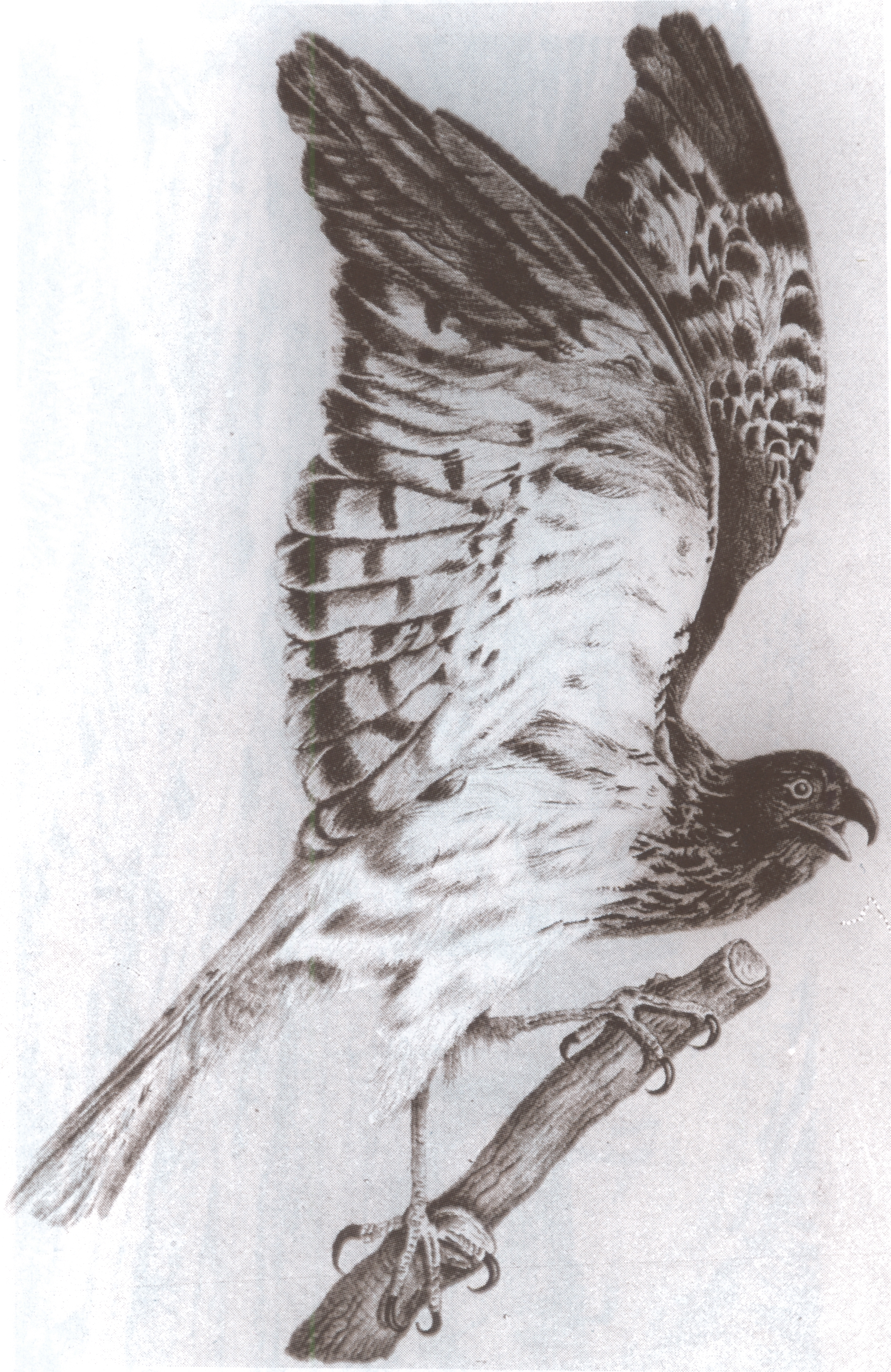
Litografia d'um Circus maillairdi
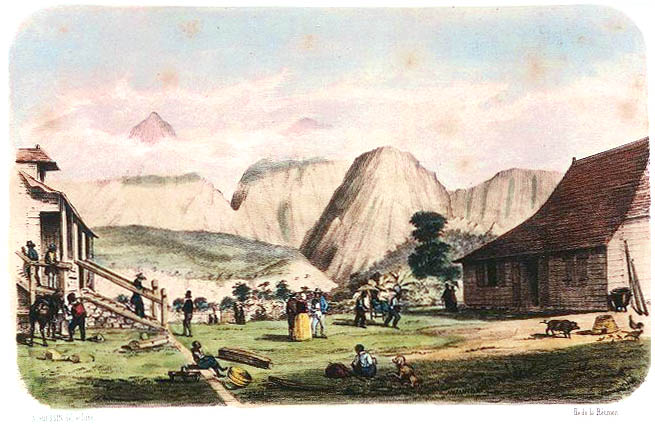
habitações
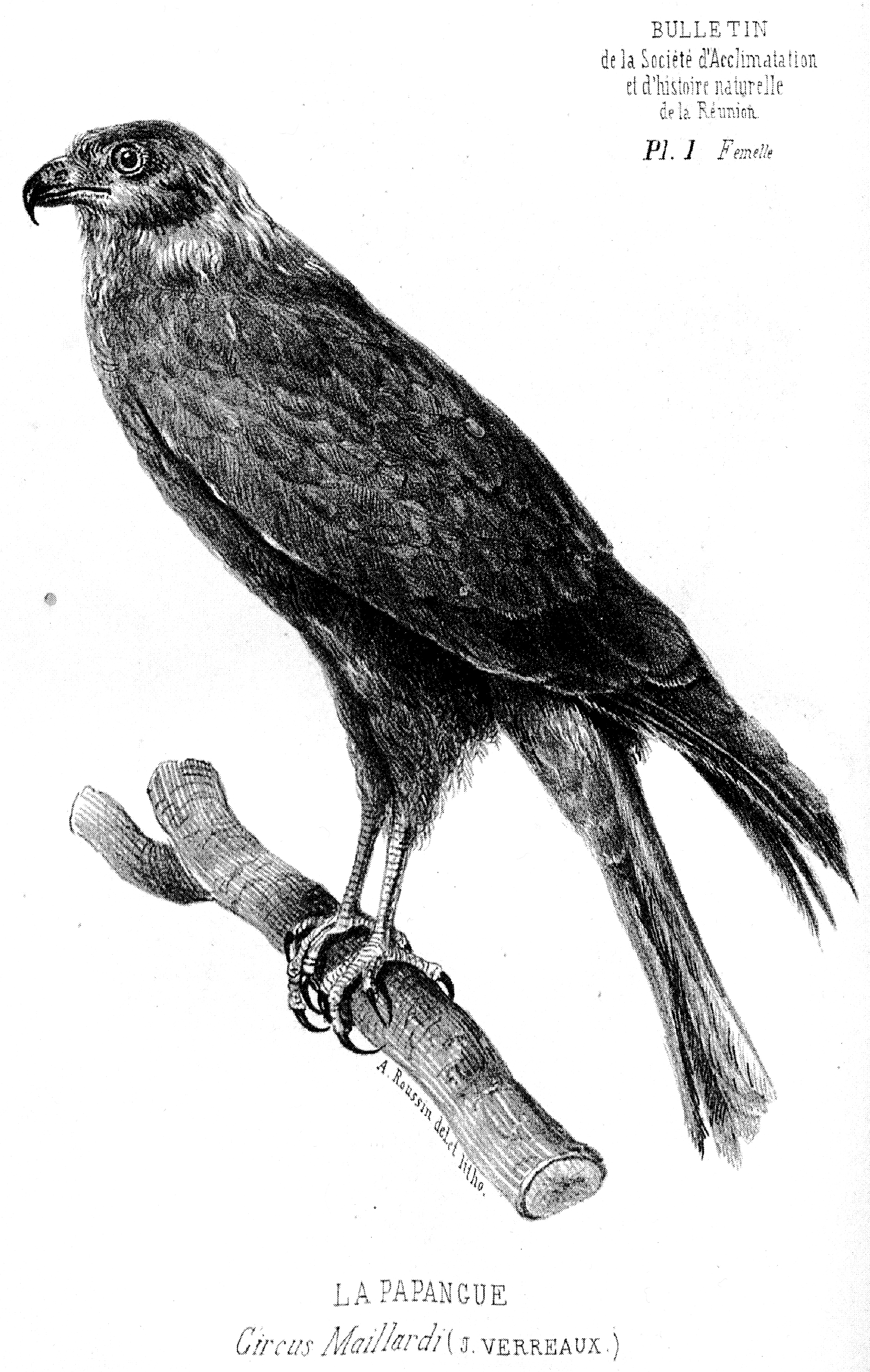
Litografia d'um Circus maillairdi